# John Kasich
John Richard Kasich, född 13 maj 1952 i McKees Rocks, Pennsylvania, är en amerikansk republikansk politiker. Han representerade Ohios 12:e distrikt i USA:s representanthus 1983–2001. Han var Ohios guvernör från 2011 till 2019. Han efterträddes av Ohios justitieminister och tidigare amerikanska senatorn Mike DeWine. Kasich framträdde som en framträdande och uttalad kritiker av Donald Trump från det republikanska partiet och är en planerad talare vid det Demokratiska partiets konvent 2020.

## Bakgrund
Kasich kommer från en arbetarklassfamilj i Pennsylvania med rötter i dagens Kroatien och Tjeckien. Hans fars, John Kasichs, föräldrar var tjeckiska immigranter och hans mor Anne Vukovichs föräldrar var kroatiska immigranter. Föräldrarna omkom 1987 i en bilolycka. Kasich beskriver sig själv som "kroat och tjeck".

## Utbildning och karriär
Kasich studerade vid Ohio State University och var ledamot av Ohios lagstiftande församling 1979–1982. Han besegrade demokraten Bob Shamansky i kongressvalet 1982. Efter att ha blivit omvald åtta gånger till USA:s representanthus bestämde han sig att inte ställa upp för omval i kongressvalet 2000. Han var ordförande för representanthusets budgetutskott 1995–2001. I guvernörsvalet 2010 besegrade han ämbetsinnehavaren Ted Strickland.
2015 meddelade Kasich att han kandiderar till president till valet 2016. Den 4 maj 2016 hoppade han av sin kandidatur vilket lämnade Donald Trump som den enda kvarvarande kandidaten.